# Heinz Lau (Komponist)
Heinz Lau (* 8. September 1925 in Stettin; † 21. Juni 1975 in West-Berlin) war ein deutscher Komponist und Hochschullehrer.
Geboren als Sohn eines Kaufmanns in Stettin, besuchte er die Ernst-Moritz-Arndt-Mittelschule in Stettin. 1942 ging er auf die Lehrerbildungsanstalt in Lunden, wurde aber bereits 1943 Flakhelfer, kam dann zum Reichsarbeitsdienst und wurde anschließend Soldat. Er wurde verwundet und geriet schließlich in Bayern in amerikanische Kriegsgefangenschaft.
Nach dem Krieg, seine Heimatstadt Stettin war an Polen gekommen, studierte er ab 1948 an der Hamburger Musikhochschule, dann von 1953 bis 1955 an der Nordwestdeutschen Musikakademie Detmold und ab 1955 bei Paul Hindemith an der Universität Zürich.
Ab 1963 unterrichtete er Improvisation und Tonsatz an der Pädagogischen Hochschule Berlin, zunächst als Dozent, dann ab 1971 als Professor. 
Er komponierte zahlreiche Instrumentalstücke, Kammermusik, Lieder und Chorwerke, darunter eine 1952 in Hamburg uraufgeführte Weihnachtsgeschichte. In den Chorbüchern Ars Musica finden sich einige Kompositionen Laus als Vertreter der zeitgenössischen Chormusik zur Entstehungszeit der Singbücher.
Zu seinen Werken gehören auch die bekannten Lieder Singt ein Vogel im Märzenwald, Der Mai, der Mai, der lustige Mai und der Kanon Im Nebel auf einen Text von Eduard Mörike.